# سيدني سي. روشي
سيدني سي. روشي هو محامي وسياسي أمريكي، ولد في 25 يوليو 1876 في لين كريك في الولايات المتحدة، وتوفي في 29 يونيو 1934 في كانساس سيتي في الولايات المتحدة. نشط حزبياً في الحزب الجمهوري. وقد انتخب عضو مجلس نواب ولاية ميزوري ‏ وانتخب عضو مجلس النواب الأمريكي ‏.